# Kirche Neukirchen (Steinbergkirche)

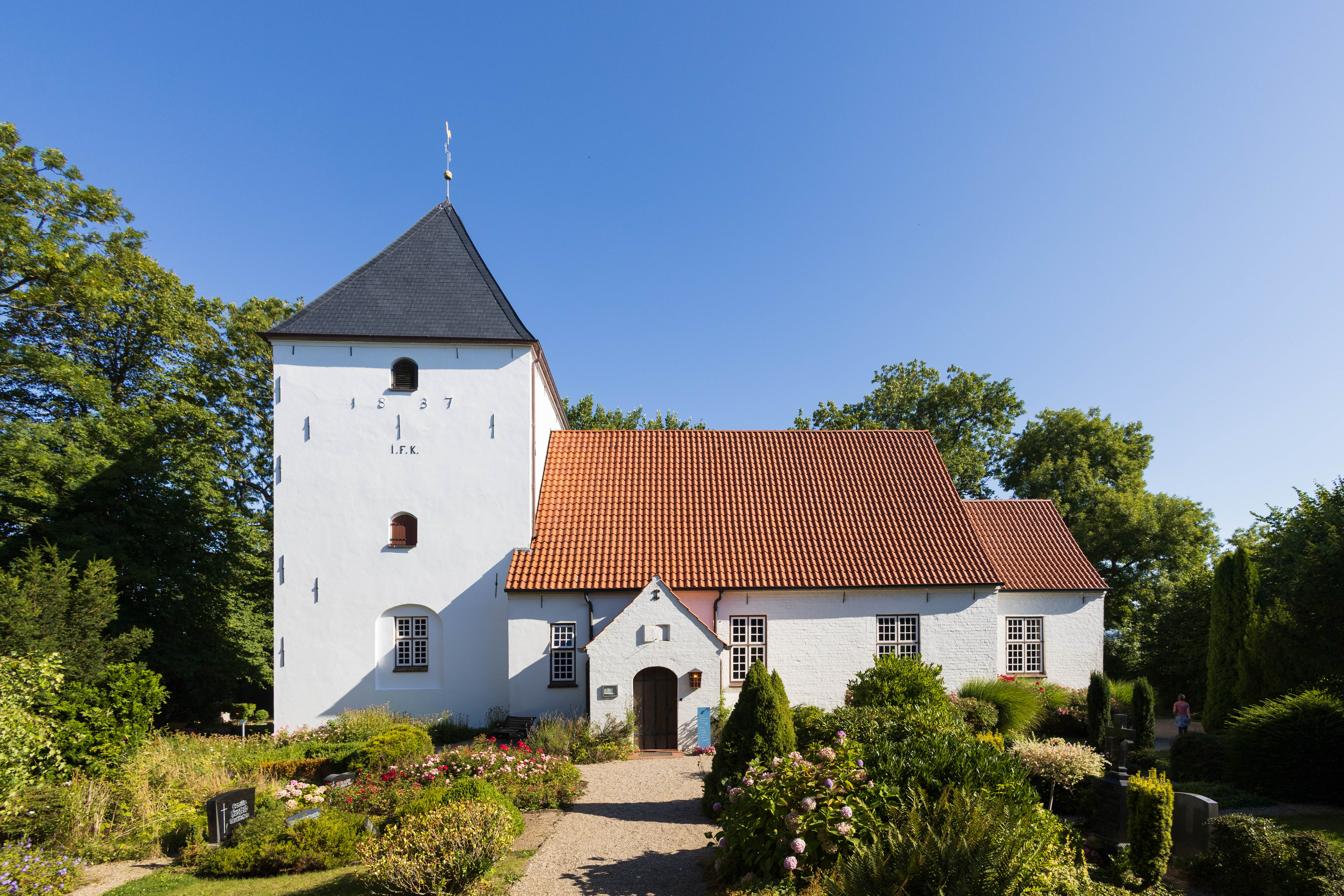
Kirche Neukirchen

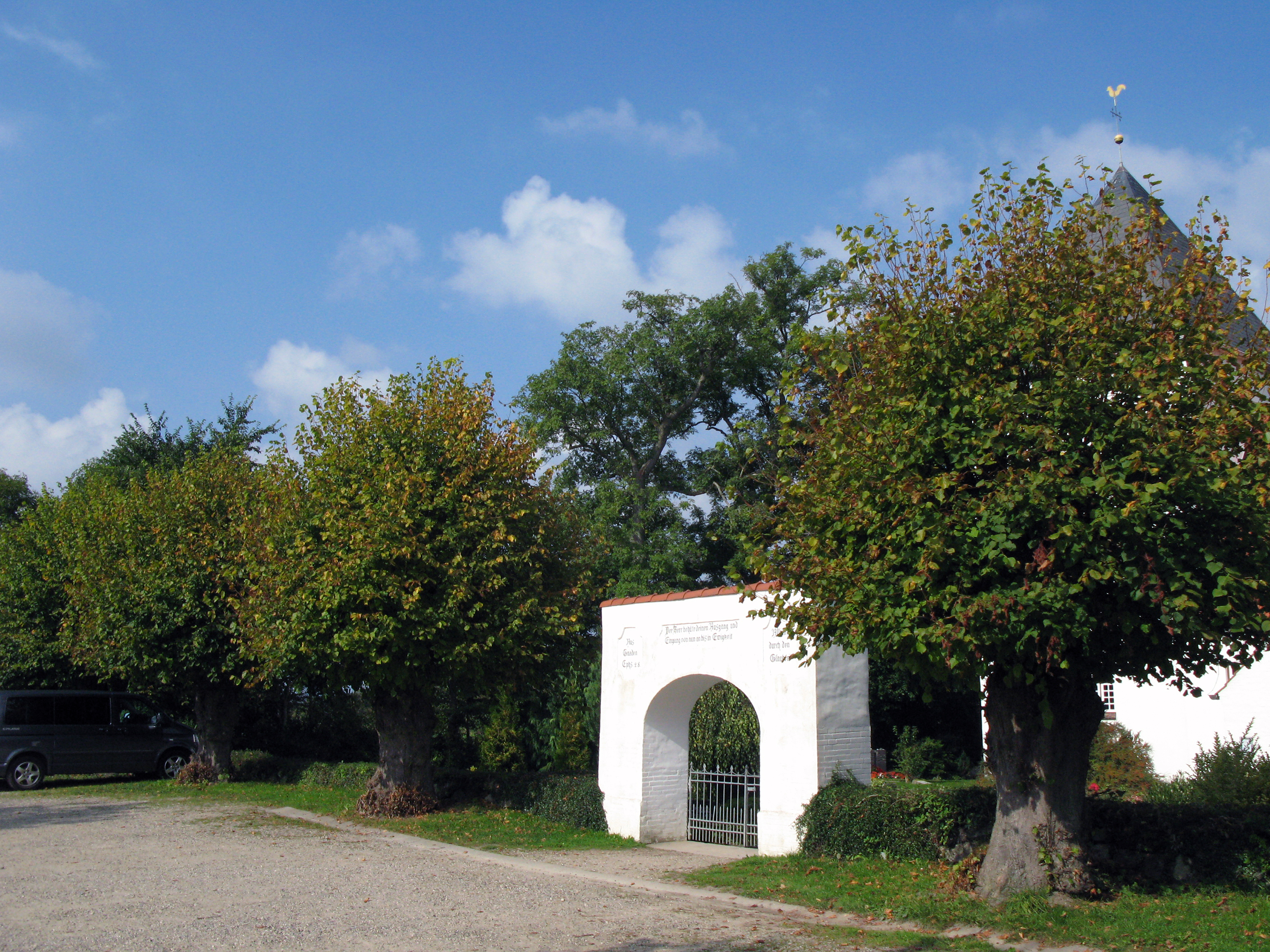
Lindenreihe am Kirchhof

Die Kirche Neukirchen (auch: Kirche in Neukirchen; ursprüngliche: Neue Kirche) ist eine evangelisch-lutherische Kirche in Neukirchen, Steinbergkirche. Der Kirchenbau ist eines der Kulturdenkmale der Gemeinde Steinbergkirche. Teile der Kirchenausstattung sowie des umliegenden Kirchhofes wurden mit eingetragen.

## Bau und Geschichte
Herzog Hans der Jüngere, Herr des abgeteilten Herzogtums von Schleswig-Holstein-Sonderburg, plante in seinem Herzogtum um Schloss Glücksburg die Anlage eines eigenen Ostseehafens am Ausgang der Flensburger Förde. Dafür siedelte er ab 1618 Arbeiter am Ort der geplanten Hafenstadt an, und für diese wurde 1621 mit dem Bau einer Kirche direkt am Steilufer begonnen. Bereits ein Jahr später wurde die Kirche, die schlicht als „Neue Kirche“ bezeichnet wurde, geweiht. Der Name der Kirche ging in Folge auf das Kirchspiel und den heutigen Steinbergkirchner Ortsteil Neukirchen über. Zur Einrichtung des Hafens kam es nie, da der Herzog 1622 und seine Nachfolger das Projekt aufgaben.

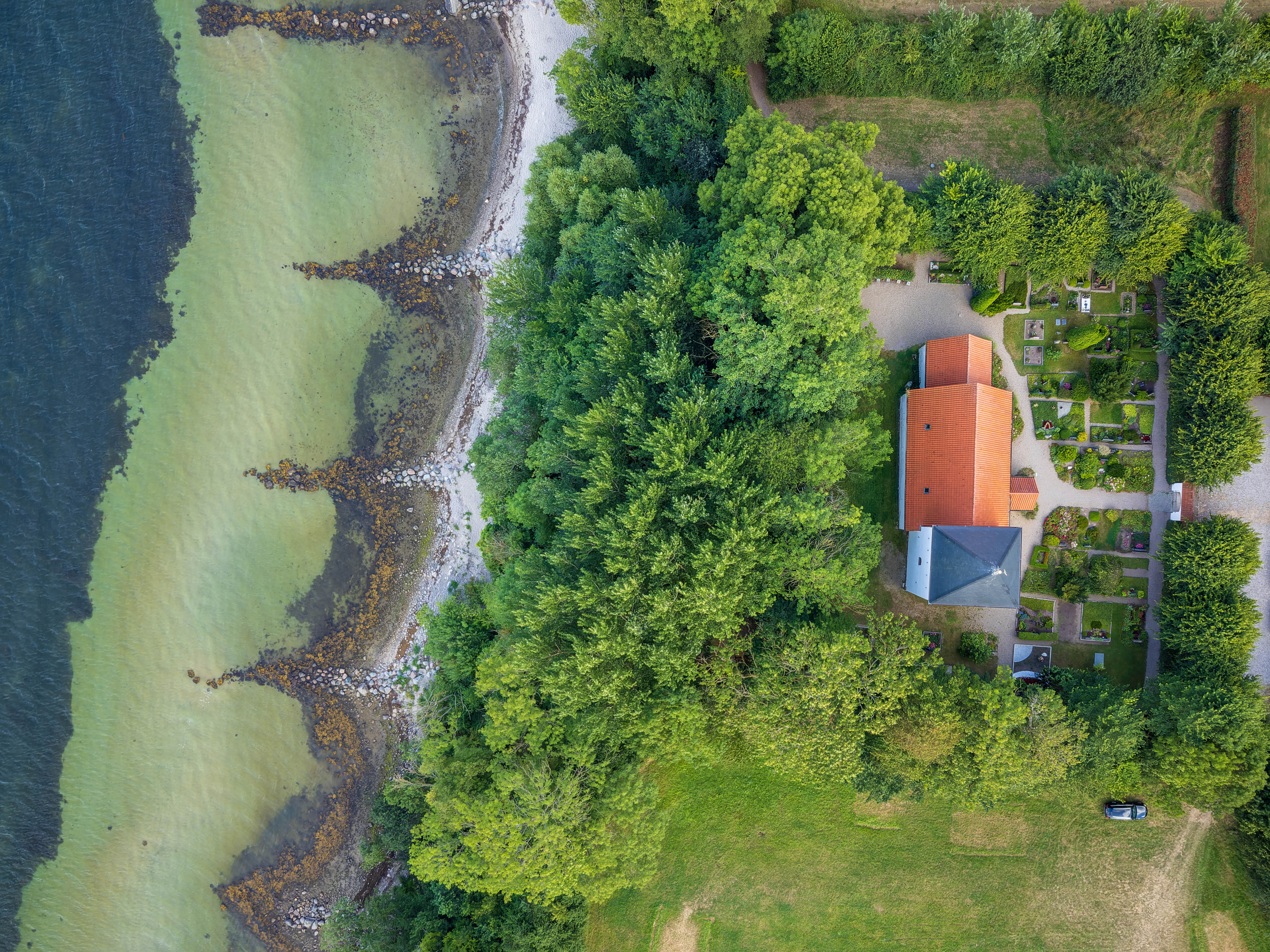
Die Kirche Neukirchen (Steinbergkirche) liegt nur wenige Meter von der Steilküste entfernt. Durch fortschreitende Erosion droht sie, irgendwann ins Meer zu stürzen.

Die backsteinerne Kirche in Neukirchen ist den romanischen Kirchen der Nachbarschaft nachempfunden. Sie besteht aus einem flachgedeckten Kirchenschiff, einem rechteckigen Chor und einem wuchtigen Westturm. 1793 wurde das Vorhaus angebaut. 1837 wurde der Turm mit Zement verputzt, woran die Jahreszahl in Mauerankern erinnert. Auf der gegenüberliegenden Seite der Förde, auf der ebenfalls zu Schleswig-Holstein-Sonderburg gehörenden Halbinsel Kekenis, war wenige Jahre zuvor eine Kirche gleichen Bautyps gebaut worden.
Die Kirche wurde aus geschichtlichen, künstlerischen und städtebaulichen Gründen und, weil sie kulturlandschaftprägend ist, unter Denkmalschutz gestellt. Gleichzeitig wurden die Kirchenausstattung, der Kirchhof, das Kirchhofstor, der erhaltene Feldsteinwall (beziehungsweise die Böschungsmauer) sowie die vorliegenden Lindenreihen mit unter Denkmalschutz gestellt.

## Ausstattung

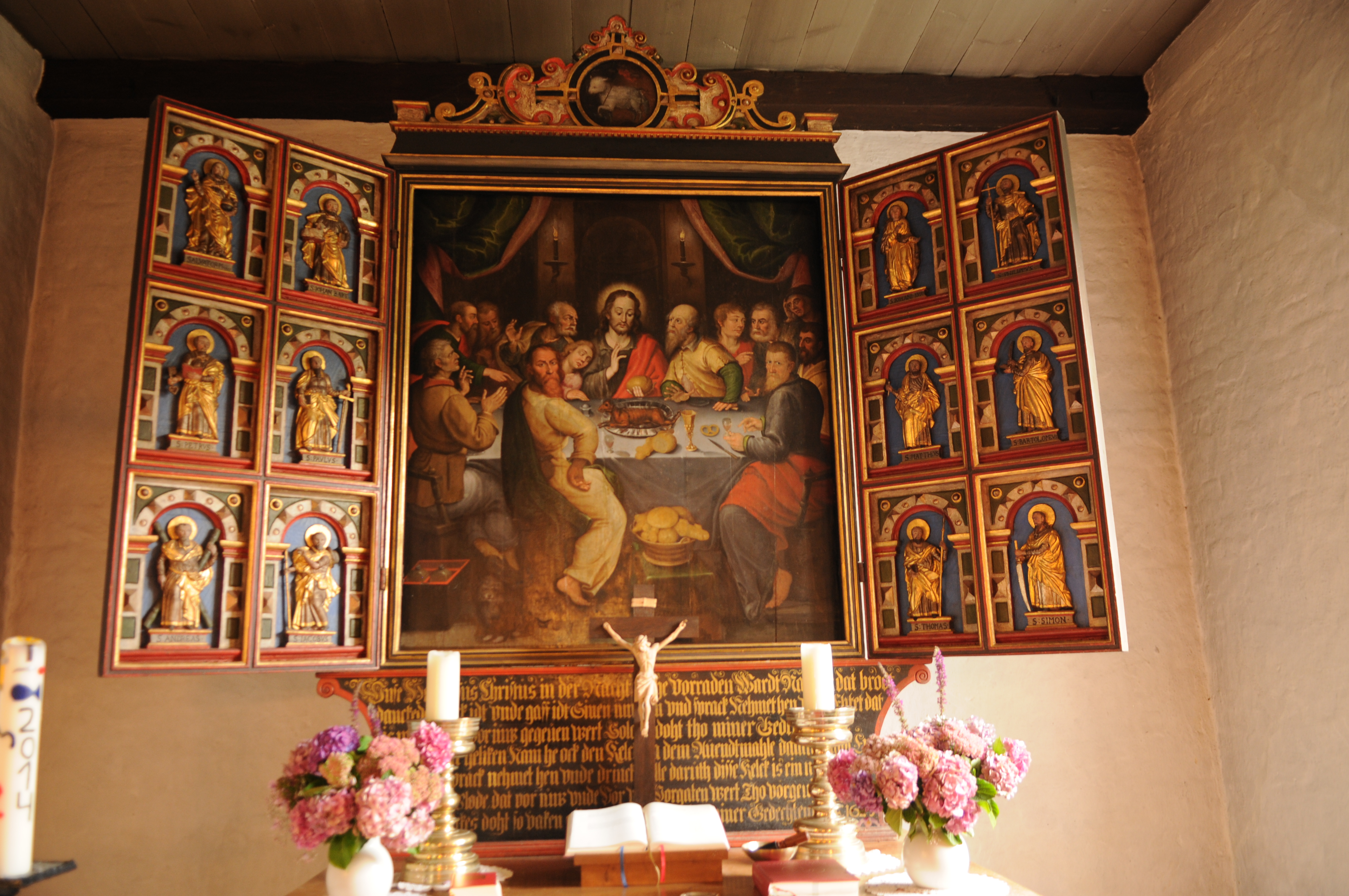
Flügelaltar von 1623

Der Flügelaltar stammt aus dem Jahr 1623 und zeigt im Mittelfeld eine in Öl gemalte Abendmahlsszene und in den Flügeln zwölf Schnitzfiguren von Jesus Christus, Johannes dem Täufer, Paulus und neun Aposteln in vergoldeten Gewändern. Das Gemälde zeigt Jesus mit seinen Jüngern beim letzten Abendmahl. Jesu Kopf strahlt in einer goldenen Aureole und überragt die Köpfe der Jünger. Die Einzigartigkeit seines Wesens wird betont von einer hinter ihm erscheinenden Kulisse, mit leuchtenden, symmetrisch angeordneten Kerzen und einem offenen, festlichen Vorhang. Seine Jünger, die um ihn herum platziert sind, besitzen ausdrucksvolle Charakterköpfe, denen Erstaunen und Begeisterung anzusehen ist. Der Arm des Judas, erkennbar am Geldbeutel, ist spiegelverkehrt. Er ist so genau gemalt, dass es kein Zufall gewesen sein kann. Seitlich hinter Judas befindet sich ein kleiner, sitzender Hund. Ein weiterer Hund daneben ist in hellen Brauntönen gemalt, so dass er fast im Hintergrund verschwindet. Der Brotkorb im Vordergrund fällt mit seinem Arrangement des Brotes und seiner Deutlichkeit besonders ins Gewicht. Der Lammbraten, der auf einer Silberschale auf dem festlichen Tisch steht, zeigt mit der aufrechten Haltung des Kopfes eine sehr lebendige Darstellung des Tieres. Die beiden Klappflügel fallen mit ihrer Ausstrahlung besonders ins Auge des Betrachters. Die zwölf Relieffiguren stehen in mit Halbpilastern und aufgesetzten Halbbögen geformten Renaissancenischen. Vor einer blauen Farbfassung sind diese Figuren mit ihren Attributen und mit vergoldeten Nimben ausgestattet. Über dem Gurtgesims befindet sich in einem Volutenaufbau ein Rundmedaillon, welches das Lamm Gottes zeigt. In der Predella stehen die Einsetzungsworte des Abendmahls.
Die Renaissance-Kanzel aus dem Jahr 1620 ist ein Werk des Sonderburger Schnitzers Nils Taxsen und wird der Ringeringk-Schule zugeordnet. Sie zeigt in den Brüstungsfeldern von Kanzelkorb und Treppenaufgang acht Szenen aus dem Leben Christi. Diese Reliefs werden von Pilastern flankiert, die mit plastischen Figuren der Apostel ausgestattet sind. Baldachine bekrönen deren Köpfe. Der Zugang zur Treppe ist mit einer kunstvollen Tür versehen. Das Türblatt ist mit Intarsienarbeiten ausgestattet und wird von konischen Pilastern flankiert, die mit ionischen Kapitellen abschließen. Eine übereinstimmende Datierung mit der Kanzel wird angenommen, aber eine gleiche Werkstatt ausgeschlossen. Ursprünglich für die Kapelle des Glücksburger Schlosses geschaffen, wurde sie im Zusammenhang mit der Umgestaltung der Kapelle 1717 nach Neukirchen versetzt. Der Schalldeckel ist sechsseitig und besitzt eine Volutenkrone, auf der sich ein blasender Posaunenengel befindet. Auffällig sind die Aufsätze mit Knorpelbarock-Elementen. Die Datierung fällt in die Mitte des 17. Jahrhunderts.
Die Triumphkreuz-Gruppe im Chorbogen wurde der Kirche im 17. Jahrhundert gestiftet. Auf einem beschrifteten Holzbalken steht das Kreuz mit dem Gekreuzigten, während Maria und Johannes sich seitlich unter ihm auf dem Balken befinden. Auf der Rückseite des Kreuzes ist ein Familienwappen mit Spiegelmonogramm angebracht, ein Hinweis auf den Stifter dieses Werkes.
Ein Taufstein, der dieser Kirche 1673 von der Nachbargemeinde Quern geschenkt wurde, wird als Granitstein bezeichnet. Es ist eine schlichte, pokalförmige Kuppa mit einem breiten Fuß, der sich am Schaft stark verjüngt und mit einem ausladenden Wulstring abschließt. Die helle Oberfläche, die auch Farbreste aufweist und mit Mörtelausbesserungen am Fuß eine unsaubere Ansicht bietet, deutet eher auf eine Kalksteintaufe aus dem 14. Jahrhundert hin. Der Taufdeckel besteht aus einer achtseitigen Volutenkrone mit abschließendem Pinienzapfen. Die Farbfassung des hölzernen Deckels ist dunkelbraun. Zwischenzeitlich wurde diese Taufe ausgelagert und befand sich draußen vor der Kirche am Eingang. Heute hat sie jedoch ihren Platz wieder in der Kirche unter der Empore gefunden, hat aber keine liturgische Verwendung mehr. Denn hierfür wurde eine moderne Taufe aus schwedischem Granit im Jahre 1967 angeschafft. Über dieser Taufe hängt ein sechsseitiger, hölzerner Taufdeckel aus dem 17. Jahrhundert. Er ist wie ein Schalldeckel gearbeitet und trägt eine Krone mit Knorpelbarock-Elementen. Als Abschluss dient ein Dachreiter in Form eines doppelten, gerundeten, schlichten Zapfens. In Richtung des Kirchenschiffes weist ein Familienwappen mit Spiegelmonogramm auf den Namen des Stifters. Der Heilige Geist, in Form einer Taube, schwebt unter dem Taufdeckel.
Ein Ölgemälde, das an der Nordwand unter der Empore seinen Platz gefunden hat, zeigt den ehemaligen Pastor Friedrich Andreas Petersen. Es ist aus dem Jahr 1763 und zeigt in der Größe von 71 × 56 cm ein Hüftportrait.
2011 wurde auf dem Ehrenfriedhof des Kirchhofs ein Gedenkstein an Kapitänleutnant Asmus Jepsen, ein Opfer der NS-Marinejustiz in Flensburg, aufgestellt. Asmus Jepsen lebte zuletzt mit seiner Familie in Neukirchen. Am 6. Mai 1945 war der Kapitänleutnant als Fahnenflüchtiger auf dem Schießplatz Twedter Feld bei Mürwik hingerichtet worden.

## Gemeinde
Die kleine Kirchengemeinde wurde bereits von 1819 bis 1840 von dem Pastor der St.-Nicolai-Kirche in Groß-Quern mitverwaltet. Die in den 1970er Jahren vereinigte Kirchengemeinde Quern-Neukirchen fusionierte am 1. Oktober 2021 mit den Kirchengemeinden Esgrus, Steinbergkirche, Sörup, und Sterup zur Evangelisch-Lutherischen Kirchengemeinde Nieharde innerhalb des Kirchenkreises Schleswig-Flensburg.

## Pastoren
Nicolaus Oest war von 1744 bis zu seinem Tod 1798 Pastor in Neukirchen.

## Trivia
2018 dienten die Kirche und der umgebende Kirchhof als Drehorte für die Episode Borowski und das Haus am Meer der Kriminalfilm-Reihe Tatort.